# Hiperboloid
| Egyköpenyű hiperboloid | Kúp | Kétköpenyű hiperboloid |

Hiperboloid alatt olyan másodfokú felületet értünk, amely a következő egyenletekkel jellemezhető:
{\displaystyle {x^{2} \over a^{2}}+{y^{2} \over b^{2}}-{z^{2} \over c^{2}}=1}   (egyköpenyű hiperboloid vagy hiperbolikus hiperboloid),
vagy
{\displaystyle {x^{2} \over a^{2}}+{y^{2} \over b^{2}}-{z^{2} \over c^{2}}=-1}   (kétköpenyű hiperboloid vagy elliptikus hiperboloid).
Mind a két felület aszimptotikusan megközelít egy kúpfelületet (az ún. aszimptotikus kúpot) az x vagy y növekedésével:
{\displaystyle {x^{2} \over a^{2}}+{y^{2} \over b^{2}}-{z^{2} \over c^{2}}=0}
Akkor - és csak akkor -, ha a = b,  forgási hiperboloidot kapunk.

## Koordinátageometriai vonatkozások

A henger, az egyköpenyű forgási hiperboloid és kúp kapcsolata

Egyköpenyű hiperboloid: v ∈ [-∞, ∞]
{\displaystyle x=a\cosh v\cos \theta }
{\displaystyle y=b\cosh v\sin \theta }
{\displaystyle z=c\sinh v}
Kétköpenyű hiperboloid: v ∈ [0, ∞]
{\displaystyle x=a\sinh v\cos \theta }
{\displaystyle y=b\sinh v\sin \theta }
{\displaystyle z=\pm c\cosh v}

## Tulajdonságok
Egyköpenyű forgási hiperboloidot kapunk, ha a hiperbolát képzetes tengelye (kistengelye) körül megforgatjuk. Amennyiben a forgatás a valós tengely (nagytengely) körül történik, kétköpenyű forgási hiperboloidot kapunk. Utóbbi felület úgy is értelmezhető, mint olyan pontok halmaza a térben, amelyeknek két ponttól (azaz a két fókuszponttól) való távolságának különbsége állandó.

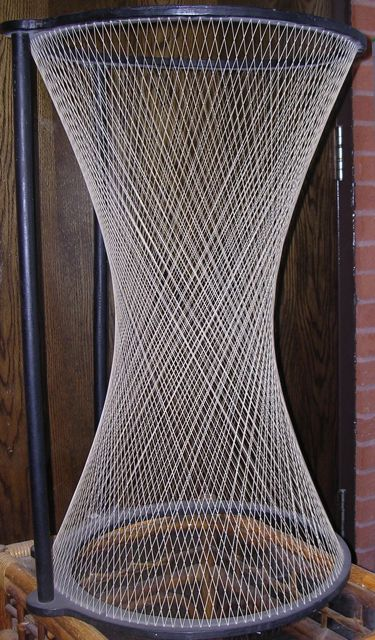
Egyköpenyű hiperboloid. A felület minden pontján két alkotó halad keresztül

Az egyköpenyű forgási hiperboloid minden pontján két alkotó megy keresztül, az alkotók két rendet alkotnak. Ebből következik, hogy egyköpenyű hiperboloidot kapunk, ha két kitérő egyenes közül az egyik megforgatjuk a másik körül.

## Fordítás
Ez a szócikk részben vagy egészben  a   Hyperboloid című angol Wikipédia-szócikk ezen változatának fordításán alapul.  Az eredeti cikk szerkesztőit annak laptörténete sorolja fel. Ez a jelzés csupán a megfogalmazás eredetét és a szerzői jogokat jelzi, nem szolgál a cikkben szereplő információk forrásmegjelöléseként.